# Grachi - La vida es maravillosamente mágica
Grachi - La vida es maravillosamente mágica è il primo album della telenovela Grachi, uscito il 7 giugno 2011 in Messico, il 23 agosto 2011 in Argentina con una canzone in più, Puedo volar, cantata da Agustin Almeyda, e il 15 novembre 2011 in Colombia. L'album è rimasto per tredici settimane nella classifica dei 100 album più venduti in Messico, arrivando alla ventesima posizione.
Dall'album sono stati estratti i videoclip delle canzoni Grachi e Tú eres para mí: il primo è stato diffuso il 1º aprile 2011 dopo l'ultimo episodio di Sueña conmigo, mentre il secondo il successivo 21 luglio. Per promuovere il disco sono stati invece lanciati Goma de mascar e Hechizo de amor.

## Tracce
1. Isabella Castillo – Grachi – 2:54 (testo: Lizmary Fossi)
2. Paty Cantú – Goma de mascar – 2:58 (testo: P. Cantú, A. Davalos, D. Ramírez)
3. Isabella Castillo – ¿Qué sabes? – 3:40 (testo: T. Choy, R. Ruiz, S. Dobles)
4. Cast – Tú eres para mí – 4:07 (testo: T. Choy, R. Ruiz, S. Dobles)
5. Cast – Tú y yo – 3:44 (testo: T. Choy, R. Ruiz, S. Dobles)
6. Motel – Somos aire – 4:02 (testo: R. Davila)
7. Koko – Lobo – 3:43 (testo: Cristián Daniel Stambuk)
8. Ádammo – Hechizo de amor – 3:24 (testo: E. Olivia, D. Ubierna, R. Bravo, N. Caceres)
9. Manuela Mejía – Las palabras – 3:20 (testo: M. Mejía)
10. Abril Cantilo – Llega el otoño – 2:42 (testo: A. Sergi Galante)
11. Miranda! – Enamorada – 3:15 (testo: A. Sergi Galante)
12. Ádammo – Algún día – 3:12 (testo: E. Olivia, D. Ubierna, R. Bravo, N. Caceres)
13. Denisse – Acabo de llegar – 3:37 (testo: A. Cabrales Mato, F. Javier Alzola Elezcano)
14. Paty Cantú – Goma de mascar (Hoddie Remix) – 3:54 (testo: P. Cantú, A. Davalos, D. Ramírez)